# Laroya
Laroya est une commune de la province d'Almería, Andalousie, en Espagne.

## Administration
| Période                                  | Période | Identité               | Étiquette | Qualité |
| ---------------------------------------- | ------- | ---------------------- | --------- | ------- |
| 2023                                     | -       | Dolores Moreno Sobrino | PP        | Maire   |
| Les données manquantes sont à compléter. |         |                        |           |         |